# Silvina Pereira da Silva
Silvina das Graças Pereira da Silva (31 de outubro de 1948) é uma velocista brasileira. Ela representou o Brasil nos Jogos Olímpicos de 1976, realizados em Montreal, no Canadá, tendo disputado as provas de salto em distância e 200 metros rasos.
Em janeiro de 1989, ela foi agraciada com a Medalha de Mérito concedida pela Confederação Brasileira de Atletismo.